# سد کسیکوپرو
سد کسیکوپرو (انگلیسی: Kesikköprü Dam) یک سد خاکی به ارتفاع ۴۹ متر (۱۶۱ فوت) بر روی رودخانه سرخ در نزدیکی آنکارا، ترکیه است. ساخت ان توسط شرکت هیدرولیک دولتی ترکیه پشتیبانی شد. ساخت این سد در سال ۱۹۵۹ آغاز شد و در سال ۱۹۶۶ به پایان رسید. این سد مساحت ۶۶۰۰ هکتار را آبیاری می‌کند و حداکثر تولید برق آبی ۷۶ مگاوات دارد.